# فرانسيسك فيسنت
محمل (طباعة)
فرانسيسك فيسنت كاتب ولاعب شطرنج فالنسي ولاحقـا إسباني كتب أحد أقدم الكتب المطبوعة في الشطرنج الحديث، إذ كتبه في 1495 ليختفي في بداية القرن السادس عشر، وحسب علماء التاريخ فقد عرض فيه 100 مسألة شطرنج بعضهـا (بين المسألة 24 حتى 75) تمت وفق القواعد الحديثة للشطرنج.
يعتبر فينسنت مؤسس الشطرنج الحديث، حين انتشر كتابه في أروبا الذي توجد به مسائل بحركة الملكة والفيل في الشطرنج الحديث، غير أن تحديث حركة الملكة وجعلها أقوى قطع الشطرنج ظهر أول مرة في قصيدة ساشا دامور (1475) التي كتبها بيرنات فيلونارن نارسيس فينيوليز وفرانسيسكو دي كاستيلفي ولهذا يعتقد الناس أن حركة الملكة الجديدة كان ابتكارا فالونسيا.
بعـد نشر كتابه غـادر فينسنت مملكة فالنسيـا إلى إيطاليا بسبب محاكم التفتيش الإسبانية.
الكويكب فينسنت (78071) اكتشف عـام 2002 وتمت تسميته على شرفه.

## كتابه

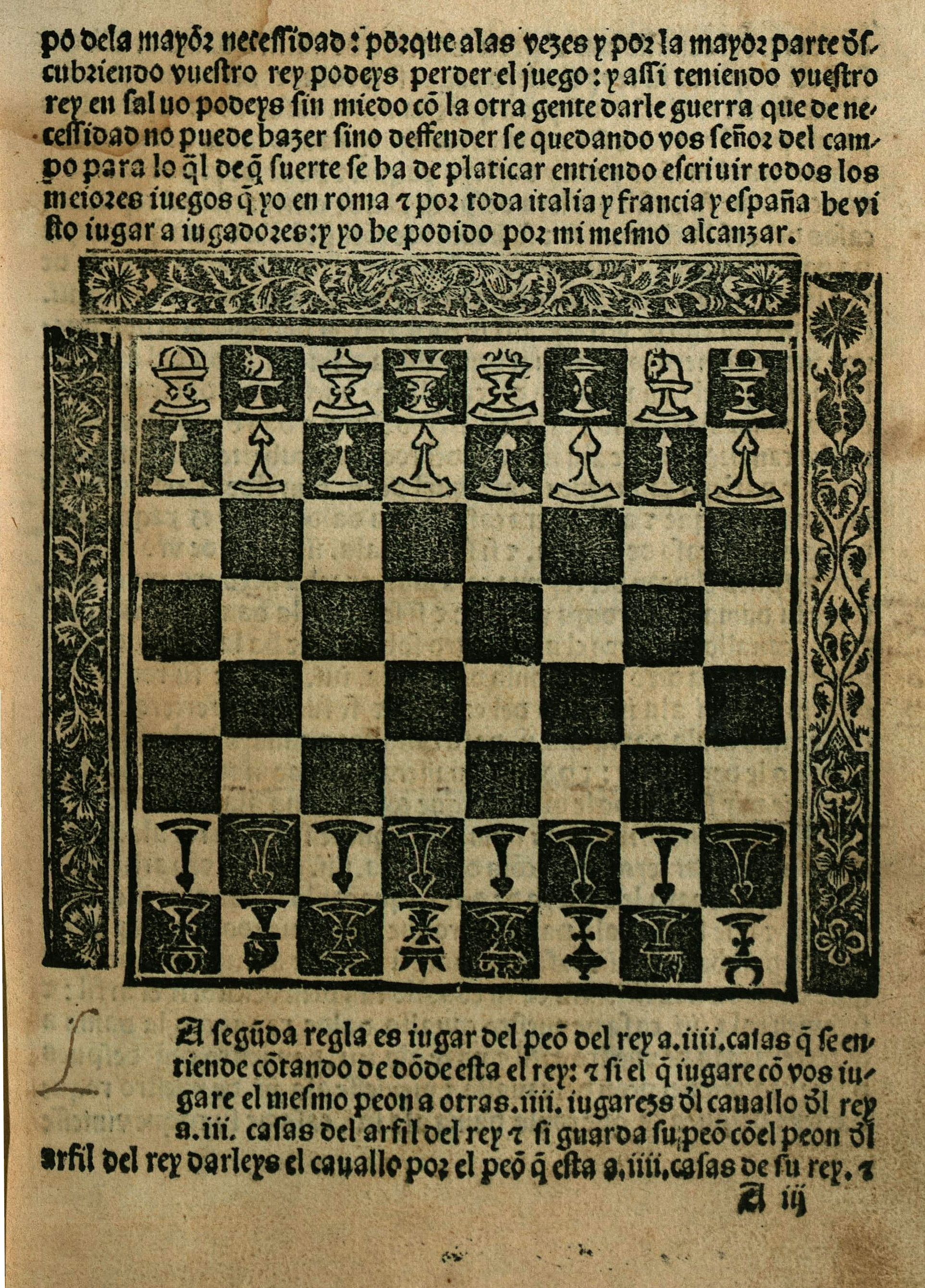

كتاب فينسنت بعنوان "Libre dels jochs partits dels schacs en nombre de 100" طبع في 15 ماي 1495 من قبل Lope de Roca Alemany et Pere Trincher ولم تنج أيّ نسخة منه، كانت توجد نسخة منه في مكتبة دير مونتسيرات لكنها اختفت خلال حرب الاستقلال الإسبانية حين استخدم الجنود الفرنسيون لفائف ورقها القديمة لصنع رصاص البنادق.
التغيير الكبير والأساسي في الشطرنج بالقرن الخامس عشر كان يتمثل في جعل الملكة أقوى قطعة بتغيير حركتها على الرقعة ما منحها احتمالات إستراتيجية أكبر بكثير من سابقتهـا القديمة المحدودة «الوزير».
في عام 2001، نشرت جوزيه. أ. غارزون كتابا ، ذكر فيه بحثا شاقا لعشر سنوات استطاع أن يثبت فيه استنادا إلى المخطوطات والمطبوعات الأولى المكرسة للعبة الشطرنج، أن كتاب فيسنت عالج بشكل جيد مسائل شطرنج حديثة، حيث جاء فيها أنه الكتاب المطبوع الأول في لعبة الشطرنج الحديثة، ولهذا السبب يعتقد العديد من لاعبي الشطرنج، مثل أناطولي كاربوف أن ابتكار حركة الملكة الجديدة كان في مملكة فالنسيا بالقرن الخامس عشر.